# Hana Ghezzar Bouakkaz
Hana Ghezzar Bouakkaz (هناء غزار بوعكاز Hanāʼ Ġezzār Būʿakkāz) est une journaliste algérienne,, connue notamment comme animatrice d'une émission sur la chaîne El Djazairia One.

## Biographie
Passionnée par les métiers de la presse et surtout de l'audiovisuel, à seulement 20 ans, elle a créé et dirigé le magazine DZ People, un magazine socio-culturel en langue française, son succès lui a valu le titre de « la plus jeune éditrice en Afrique ».
Elle a été formée à l'Académie audiovisuelle de Paris dont elle est sortie major de sa promotion.
Elle est considérée comme une animatrice qui relie plusieurs cultures : maghrébine, occidentale et orientale. Elle est l'animatrice vedette d'émissions en France (Le Shot des cultures) et en Algérie (Lemet Lehrayer, sur une chaîne réputée au Maghreb, El Djazairia One). Dans Le Shot des cultures diffusée sur IRM.Radio elle apparaît comme un chroniqueuse engagée quand elle aborde des problématiques sociales comme la glottophobie, la corruption dans les universités réputées internationalement ou encore lorsqu'elle incite les influenceurs sur les réseaux sociaux à coopérer avec les actions d'aide humanitaire.
Elle rejoint RMC au printemps 2023.